# Electra (Grétry)
Electra (título original en francés, Électre) es una ópera en tres actos con música de André Grétry y libreto en francés de Jean-Charles Thilorier, que se inspiró en la tragedia homónima de Eurípides.
Compuesta en el año 1782, nunca fue puesta en escena. Pertenece al género de la tragédie lyrique.